# Heinrich II. (Löwen)
Heinrich II., genannt der Gegürtete (* um 1020; † 1078 in Nivelles bestattet) war Graf von Löwen und Graf von Brüssel von 1054 bis 1078. Er war der Sohn von Graf Lambert II. und Oda von Verdun.
Von seiner Regierung ist nur wenig bekannt, lediglich, dass er 1071 Richilde von Hennegau, die Witwe Balduins VI. von Flandern und Mutter Arnulfs III. vergebens gegen die Usurpation ihres Schwagers Robert der Friese unterstützte. Eine halbe Generation später heiratete seine Tochter Ida Arnulfs Bruder Balduin II. von Hennegau.

## Nachkommen
Er heiratete Adelheid, die Tochter des Grafen Eberhard in der Betuwe und von Teisterbant, und spätere Gründerin des Klosters Affligem. Ihre Kinder waren:
- Heinrich III († 1095), Graf von Löwen und Brüssel, Landgraf von Brabant ab 1085/86.
- Gottfried I. (* 1060; † 1139), Graf von Löwen und Brüssel, Landgraf von Brabant und Herzog von Niederlothringen.
- Adalbero († 1128), Bischof von Lüttich
- Ida (* 1077; † 1107/1139), ⚭ 1084 Balduin II., Graf von Hennegau († 1098)